# 邦古拉波魚
邦古拉波魚（学名：Rasbora bunguranensis）為輻鰭魚綱鯉形目鯉科的一個種，分布於亞洲印尼Natuna Besar島，體長可達8公分，棲息在中底層水域。